# Arroyo de la Guardia Vieja
El arroyo de la Guardia Vieja es un curso de agua uruguayo que atraviesa el departamento de Flores perteneciente a la cuenca hidrográfica del Río de la Plata.
Nace en la cuchilla Grande Inferior y desemboca en el arroyo Grande tras recorrer alrededor de 27 km.
- Datos: Q703616